# Alfons Brehm
Alfons Maria Franz Brehm (ur. 16 lipca 1882 w Hamburgu, zm. 7 grudnia 1968 tamże) – niemiecki hokeista na trawie, który występował m.in. na pozycji pomocnika, uczestnik Letnich Igrzysk Olimpijskich 1908.
Na igrzyskach w Londynie, Brehm reprezentował swój kraj w dwóch spotkaniach (czyli we wszystkich, jakie Cesarstwo Niemieckie rozegrało na tym turnieju); były to mecze przeciwko ekipom: Francji (1-0 dla Niemców) i Szkocji (0-4 na korzyść Szkocji); był na tym turnieju kapitanem drużyny niemieckiej. W klasyfikacji końcowej, jego drużyna zajęła przedostatnie piąte miejsce.